# Black Clouds & Silver Linings
Black Clouds & Silver Linings es el nombre del décimo álbum de estudio de la banda de metal progresivo Dream Theater, lanzado a través de Roadrunner Records el 23 de junio de 2009. El álbum cuenta con dos singles, una edición especial de tres discos con el álbum estándar, un CD con las versiones instrumentales de las canciones del álbum y otro CD con seis versiones, así como un LP de vinilo, y una caja recopilatoria especial.

## Antecedentes
Dream Theater comenzó a trabajar con el álbum en octubre de 2008. Mike Portnoy describe el álbum en su foro como "Un álbum de Dream Theater con "A Change of Seasons", "Octavarium", "Learning to Live", "Pull Me Under" y "The Glass Prison", todo en un álbum...". Jordan Rudess más tarde explicó: "Hemos de entrar un poco en el dominio gótico sobre este álbum, no hay nada como un muy, muy potente y fresco sonido de coro". En un show con Eddie Trunk, Mike Portnoy dice que el álbum dura alrededor de 75 minutos, y consiste de "cuatro épicos y dos singles". La canción "The Shattered Fortress" sería la canción final de la suite de Mike Portnoy "Twelve-step Suite" completando la suite con los pasos X, XI y XII. La banda luego apoyaría el álbum en una gira mundial. "A Nightmare to Remember" y A Rite of Passage" se habían ya podido escuchar antes del lanzamiento del álbum, aunque se habían quitado dos minutos del comienzo de la canción "A Nightmare to Remember". El primer single es "A Rite of Passage", lanzado el 11 de mayo, y su vídeo fue lanzado el 8 del mismo mes.
La canción "Stargazer" (Rainbow), el medley "Tenement Funster", "Flick of the Wrist" y "Lily of the Valley" (Queen), "Odyssey" (Dixie Dregs) y "Take Your Fingers From My Hair" (Zebra) y "Larks' Tongues in Aspic Pt. 2" (King Crimson) fueron lanzados todos y cada uno como un sencillo. "To Tame a Land" no aparece como sencillo por ser una canción de un álbum tributo a Iron Maiden, llamado Maiden Heaven: A Tribute to Iron Maiden. 
Según Metal Hammer, este es el mejor y más equilibrado álbum en una década. Este fue nominado para ser el álbum del año por la revista Classic Rock.

## Lista de canciones

### Canciones del álbum normal
1. "A Nightmare to Remember" (Dream Theater, Petrucci) - 16:00
2. "A Rite of Passage" (Dream Theater, Petrucci) - 8:35
3. "Wither" (Dream Theater, Petrucci) - 5:25
4. "The Shattered Fortress" (Dream Theater, Portnoy) - 12:49
  - X. "Restraint" - 5:23
  - XI. "Receive" - 3:56
  - XII. "Responsible" - 3:29
5. "The Best of Times" (Dream Theater, Portnoy) - 13:07
6. "The Count of Tuscany" (Dream Theater, Petrucci) - 19:16

### Lista de canciones de la Edición Especial del CD

#### CD con las seis versiones
El álbum contará de un paquete especial de tres CD, que contará con el álbum estándar, un CD con seis versiones, los cuales son los siguientes:
1. "Stargazer" (Rainbow) - 8:10
2. "Tenement Funster" / "Flick Of The Wrist" / "Lily Of The Valley" (Queen) -8:16
3. "Odyssey" (Dixie Dregs) - 7:59
4. "Take Your Fingers From My Hair" (Zebra) - 8:18
5. "Larks' Tongues In Aspic Pt.2" (King Crimson) - 6:30
6. "To Tame A Land" (Iron Maiden) - 7:15

#### CD con las versiones instrumentales
Y un CD con las versiones instrumentales de las canciones del álbum:
1. "A Nightmare to Remember" (Karaoke Version) - 15:37
2. "A Rite of Passage" (Karaoke Version) - 8:35
3. "Wither" (Karaoke Version) - 5:27
4. "The Shattered Fortress" (Karaoke Version) - 12:47
5. "The Best of Times" (Karaoke Version) - 13:19
6. "The Count of Tuscany" (Karaoke Version) - 18:47

## Box Set Edición Deluxe de Colección
El álbum contará con un box set que contendrá el álbum estándar, los CD con las covers y las versiones instrumentales del álbum, y además:
- Un DVD.
- Un CD con las pistas por separado de cada instrumento, para poder realizar mezclas personalizadas.
- Una alfombrilla de ratón.
- Una litografía de la carátula, numerada (100 box set tendrán una litografía firmada por Hugh Syme).
- Un vinilo de edición limitada de 180 g
- Un doble LP set con una carátula exclusiva de Hugh Syme.
- 100 box set tendrán un "Silver Ticket", con el premio de saludar y conocer a cada integrante que compuso el álbum.

## Posiciones
| Lista de éxitos | Posición |
| --------------- | -------- |
| Australia       | 16       |
| Canadá          | 5        |
| Finlandia       | 14       |
| Alemania        | 3        |
| Italia          | 5        |
| Noruega         | 7        |
| Suiza           | 9        |
| Países Bajos    | 3        |
| España          | 13       |
| Reino Unido     | 23       |
| EE. UU.         | 6        |
| Europa          | 1        |
| Billboard 200   | 6        |

## Personal
Música
- James LaBrie - voz
- John Petrucci - guitarra y coros
- Jordan Rudess - piano y continuum
- John Myung - bajo
- Mike Portnoy - batería y coros

Producción
- Mike Portnoy y John Petrucci - productores
- Paul Northfield - ingeniero, mezclador, y coproductor
- Hugh Syme - dirección de arte, diseño e ilustraciones